# Валевский, Ларион

Ларио́н Вале́вский (Редчиц) — слуга чернобыльский из Велавска киевского князя Александра (Олелька) Владимировича. В 1420 году переходит в разряд бояр, в 1422 году от князя Олелька получил привилей на «дедизны» свои Корму (район Велавска), Ерликовскую (на реке Жерев) и Тенетиловскую землю (на реках Радча, Грезива и Ситовка), к которой приданы были Нивки Сивковщизна (на реке Грезля) в Овручском повете. В 1438 году — боярин князя Свидригайла, который пожаловал Ларивону бортную землю Тенетиловщину при условии военной службы «конем», подтвержденную его потомкам Конону и Каленику Яковлевичам Сигизмундом Старым 21 ноября 1522 года.
Действительно, по словам многих исследователей, родоначальником Велавских (Левковских, Булгаковских и Геевских) был Ларион Валевский, слуга, позднее боярин киевского князя из села Валева (Велавска) — теперешнее село Валавск (Ельский район) Гомельской области. 19 февраля индикта 13-го (1420 года) удельный князь киевский Олелько Владимирович из литовской династии Гедиминовичей — сын киевского князя Владимира Ольгердовича, пожаловал в Овручском замке грамоту Лариону Валевскому («Мы Александро Володимеровичь пожаловали есмо нашого слугу Ларивона Велавского: не надобе ему нам з слугами службы служити, а поплатовъ платити и иных никоторыхъ пошлин, в Чорнобыли не велели подводами ни стеречи, служити ему служба з бояры. И на то дали есмо ему сес нашъ листъ з нашою печатю, потверждаючи ею к бояромъ. И писан у Вовручомъ февраля девятогонадцят дня индикъта третегонадцять»), согласно которой, Ларион Валевский переходил в разряд литовских служивых бояр — земян, и должен был служить «господарскою, военною, земскою службою конём», «конно и оружно» по призыву князя «винни, ехати на послугу господарскую при воеводе киевскомъ якъ ихъ обошлетъ, а при старосте овруцкомъ ездити не винни, кроме своё доброе воли». Кроме этой повинности земяне не несли никакой другой повинности, не подчинялись суду княжеских замков и их державцев, а судились или перед лицом самого князя, или его воеводы, или же комиссиями, назначаемыми князем для каждого отдельного случая.
Родоначальник шляхетских родов Велавских, Редчицев (Турчинов) и Покалевских.
Сын: Велавский, Давыд.